# Furna (Brava)
Ne doit pas être confondu avec Furna.
Furna  est une localité de l'île de Brava au Cap-Vert.

## Géographie
Furna se trouve à 2,5 km au nord-est de Nova Sintra, la capitale de l’île.
Furna est desservi par la route nationale EN3-BR01 (Furna - Nova Sintra).
La localité a été mentionnée sous le nom de Fuurno sur la carte de 1747 de Jacques-Nicolas Bellin.
Furna abrite la chapelle Nossa Senhora de Boa Viagem.
La nouvelle école située près de la petite église au sud du village, financée par le gouvernement belge, possède de grandes peintures murales motivant les enfants à économiser autant d'eau que possible et à contribuer à garder la verdure de l'île.
À moins d'un kilomètre au nord-est de Furna se trouve le cap Ponta Jalunga (en) avec un phare.

## Port de Furna
Le port de Furna est protégé sur trois côtés par d'imposantes parois rocheuses, car il a été construit dans un cratère volcanique emporté par la mer.
Furna est devenu le port le plus important de Brava en 1843.
En 1982, de nombreux bateaux et certaines maisons de Furna ont été détruits par des vagues atteignant jusqu'à 10 mètres de hauteur provoquées par la tempête tropicale Beryl (en).
Le port assure l'approvisionnement en biens extérieurs de l'île de Brava.
En 2000, un quai portuaire est inauguré qui sert d'embarcadère aux traversiers  modernes. Depuis janvier 2011, Furna est desservie presque quotidiennement par le traversiers Kriola, qui relie Brava avec São Filipe sur Fogo et Praia sur Santiago,.

## Population
En 2010, Juncalinho comptait 612 habitants.

## Personnalité
- Eugénio Tavares (1867-1930)

## Galerie

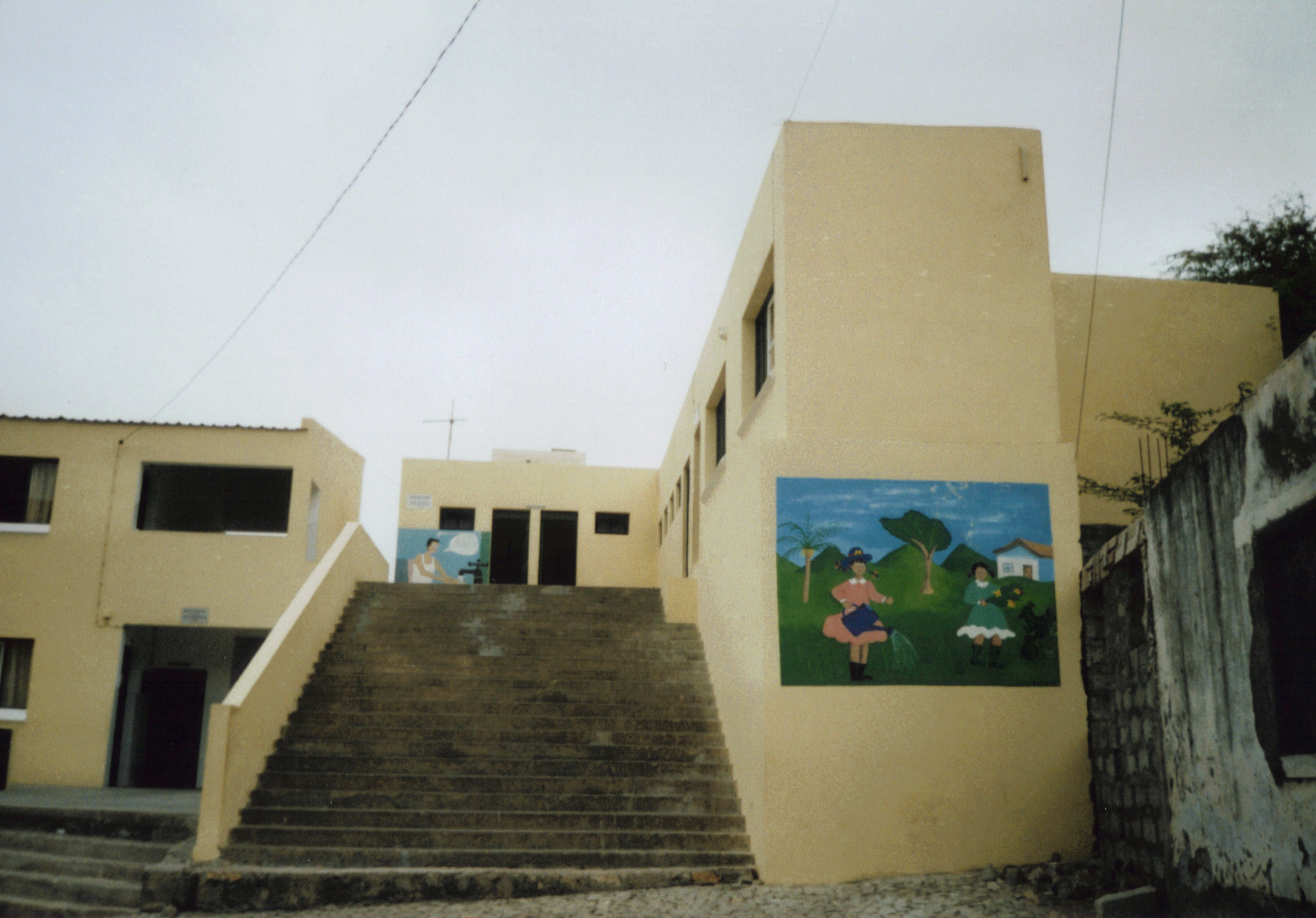
École de Furna.
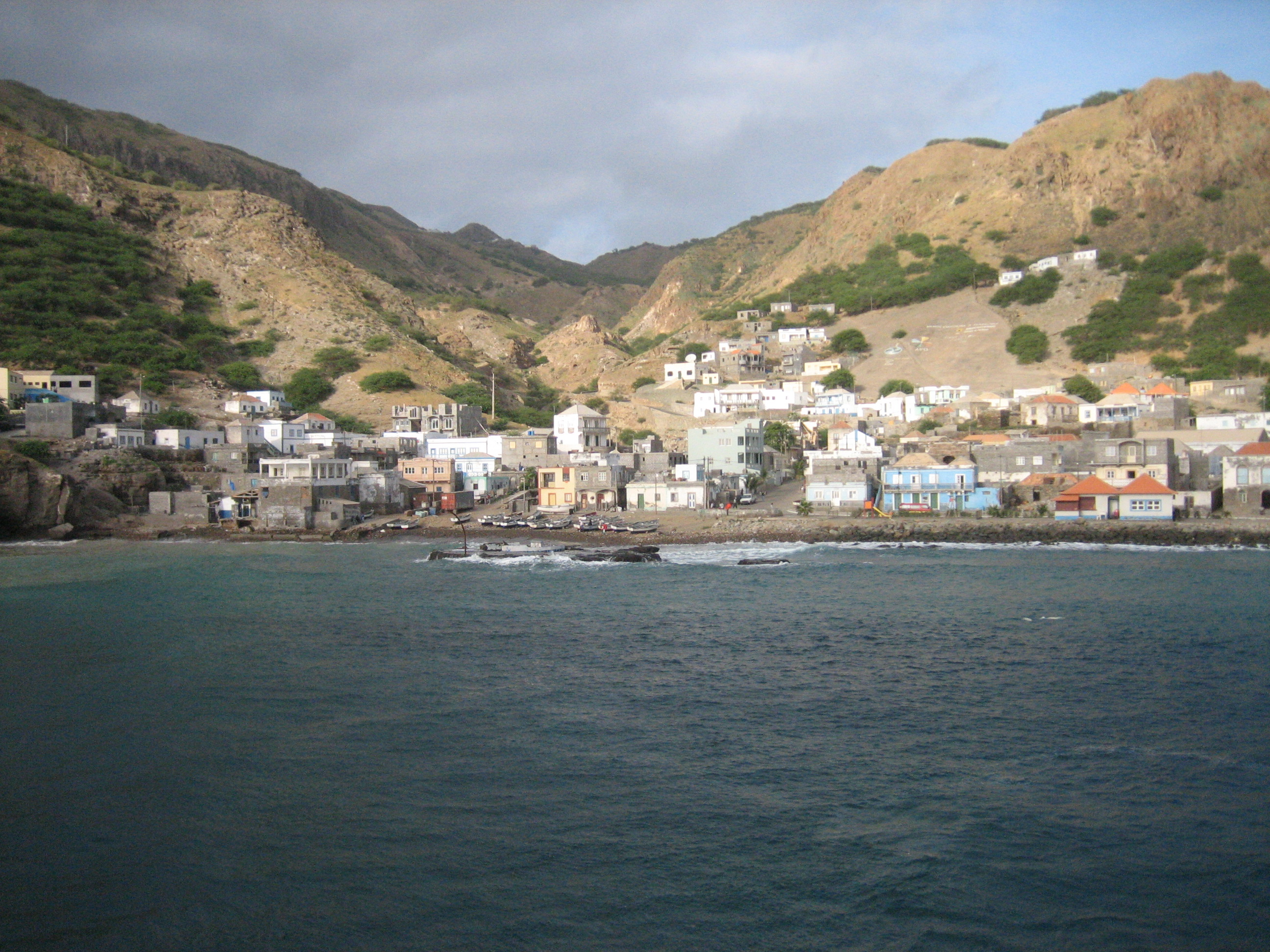
Vue de Furna.
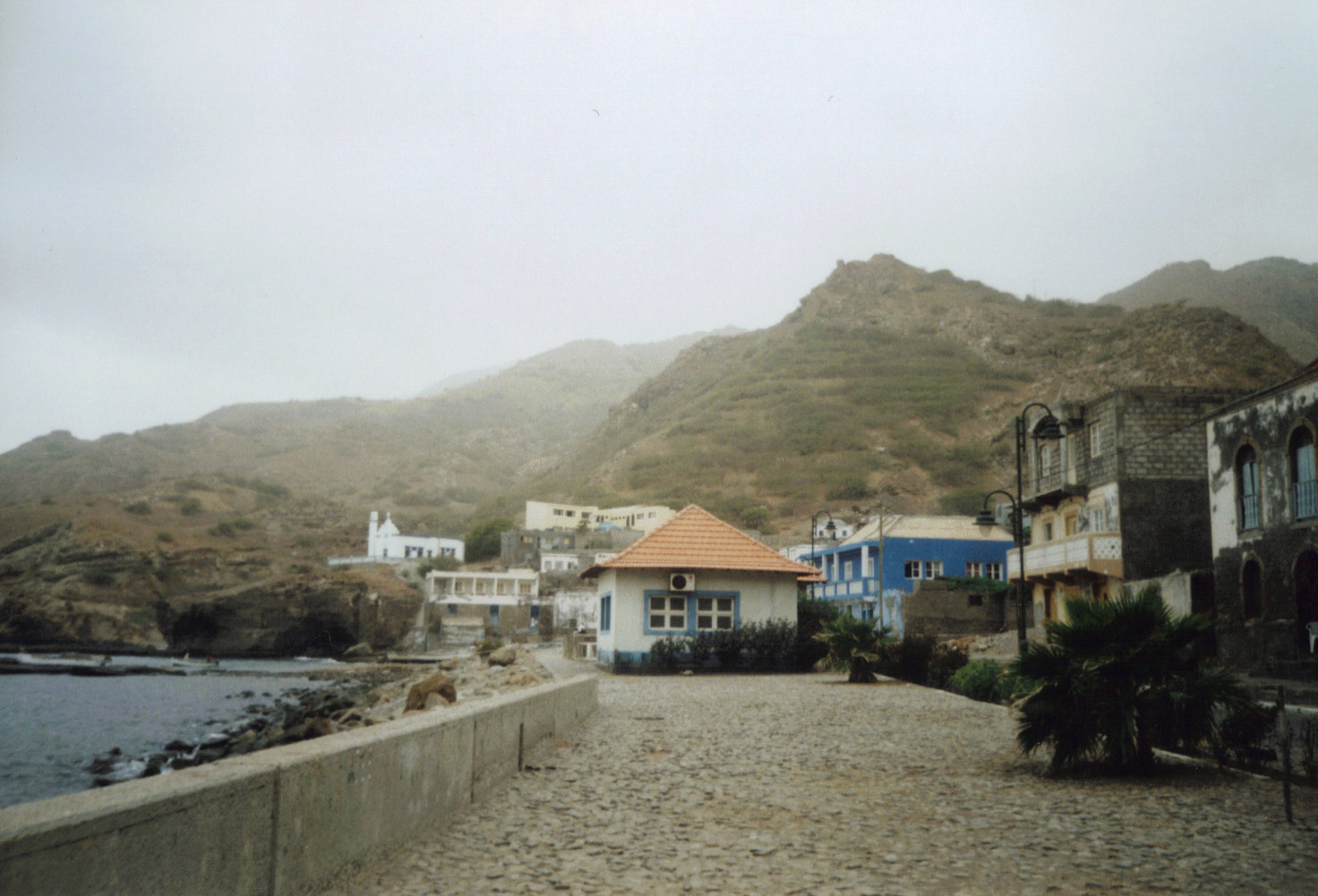
Rue du bord de mer.
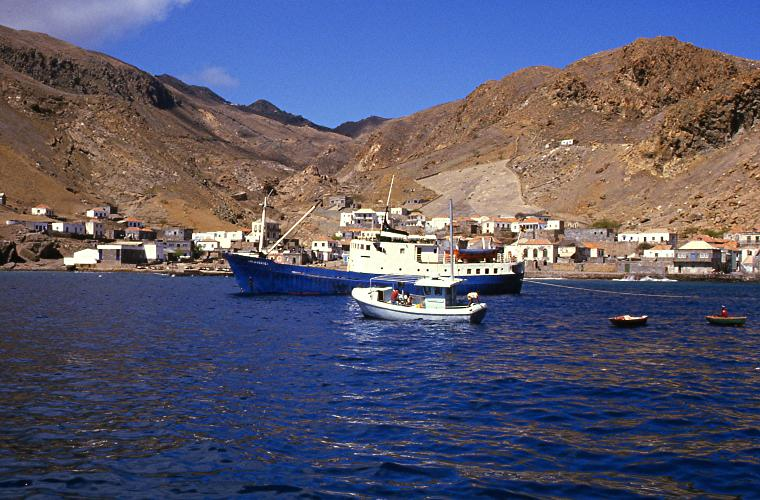
Port de Furna.